# 1393년

## 연호
- 명(明) 홍무(洪武) 26년
- 일본(日本) 메이토쿠(明徳) 4년
- 쩐 왕조(陳朝) 꽝타이(光泰) 6년

## 기년
- 명(明) 태조 홍무제(太祖 洪武帝) 26년
- 조선(朝鮮) 태조(太祖) 2년
- 쩐 왕조(陳朝) 순종(順宗) 6년

## 사건
- 3월 27일(음력 2월 15일) - 조선왕조가 조선을 국호로 사용하다.[1]
- 정종 (조선) 영안대군이 황해도 문화현에 침입한 왜구를 토벌하다.
- 정종 (조선) 영안대군이 황해도 영녕현에 침입한 왜구를 토벌하다.
- 음력 11월 28일 - 도평의사사에서 왜적 피해가 줄어 든 것이 병선의 위력이라고 보고하였다.[2]

## 탄생
- 월일 미상 - 조선의 권규(權跬)

## 사망
- 음력 6월 24일 - 조선의 판삼사사(判三司事) 윤호
- 음력 9월 17일 - 조선의 병조전서(兵曹典書) 윤소종(尹紹宗)
- 음력 12월 13일 - 조선의 진안군(鎭安君) 이방우(李芳雨)

## 참고 문헌
- 춘추관 관원들 (1413). 《태조실록》.